# Shangchuan
Shangchuan (Chinees: 上川岛; pinyin: Shàngchuāndǎo) is een eiland nabij de Chinese stad Guangzhou. Het maakt deel uit van de Chuanshan-archipel in de provincie Guangdong.